# Jean-Claude Claeys
Pour les articles homonymes, voir Jean-Claude et Claeys.
 (septembre 2016).
Si vous disposez d'ouvrages ou d'articles de référence ou si vous connaissez des sites web de qualité traitant du thème abordé ici, merci de compléter l'article en donnant les références utiles à sa vérifiabilité et en les liant à la section « Notes et références ».
Jean-Claude Claeys est un illustrateur et auteur de bande dessinée français, né le 16 octobre 1951 à Paris.

## Biographie

### L'auteur de bandes dessinées
Après quelques travaux publicitaires, Jean-Claude Claeys fait paraître en 1975 Whisky's dreams dans le magazine Mormoil. Cette première bande dessinée constitue l'acte de naissance du détective privé Jonathan Foolishbury, un personnage qu'il reprend quelques années plus tard dans Magnum Song, prépublié dans la revue (À suivre). Dans le contexte de l'Amérique de la prohibition, de la corruption et du crime organisé, Jonathan Foolishbury doit faire face à des policiers véreux, des sénateurs corrompus, des femmes fatales et des hommes de mains méthodiques. Vibrant hommage au roman noir et au cinéma américain, cet album joue avec les références, les protagonistes apparaissant sous les traits de stars hollywoodiennes.
Dans L'Exterminateur, court récit paru dans (À Suivre) et repris sous le titre Un sale milieu ! dans l'album La Meilleure façon de tuer son prochain, un romancier élimine ceux qu'il tient pour responsable de sa propre déchéance : un éditeur, un libraire, un plagiaire, deux critiques littéraires et une attachée de presse (qui prennent les traits d'auteurs de romans policiers célèbres, tels que Jean Vautrin, Frédéric H. Fajardie, Prudon ou A. D. G.).
Claeys publie ensuite Paris-Fripon (Éd. du Fromage, 1981), histoire d’un maniaque qui extermine les strip-teaseuses d’un cabaret. Avec L’Été noir (Albin Michel, 1984), il reprend son personnage de romancier assassin, dans une mise en abîme : poussé à bout, un dessinateur de bandes dessinées plonge dans la folie meurtrière de son personnage.
Sa rencontre en 1986 avec Richard D. Nolane débouche sur Lüger & Paix (1987) qui raconte la destinée des détenteurs d'une arme maudite, un Lüger forgé dans un métal surnaturel. Cet album et le second volet de cette histoire, Lame damnée (1989), seront réédités en un volume, avec un dénouement inédit, sous le titre Lame fatale (1995).

### L'illustrateur de couvertures
Parallèlement, Claeys conçoit de nombreuses couvertures pour différents éditeurs. Chez Néo, il dessine l'ensemble des couvertures des ouvrages de la collection policière « Le Miroir obscur » (154 titres de 1979 à 1989), lui conférant une très forte identité visuelle. Une sélection de ces dessins est reprise dans deux ouvrages : La Meilleure façon de tuer son prochain (1982) et La Une dans le caniveau (1982), légendé par Richard D. Nolane.
Avec les couvertures des Alfred Hitchcock magazine, puis surtout avec celles que lui commande la collection « Le Livre de poche », Jean-Claude Claeys se diversifie vers la couleur. Il la réserve aux décors, accessoires, vêtements, elle n’atteint pas les corps, et laisse visages et chairs dans le contraste gris de cette encre de Chine qui modèle les êtres dans la glaise noire.
Pour le cinéma, Claeys a réalisé un film dessiné, Les Lieux du Mystère (2003), et incarné un tueur psychopathe dans un film de série Z de Richard J. Thomson, Time Demon 2.

## Publications

### Bande dessinée

#### Album
- 1977 : Whisky's dreams, Éd. du Cygne.
- 1981 : Magnum song, Casterman. prépublication in (À Suivre), nos 16 à 19 et 20 à 31, 1979-1980.
- 1981 : Paris-Fripon, Éditions du Fromage ; réédition Albin Michel, 1984.
- 1982 : La Meilleure façon de tuer son prochain, Albin Michel.
- 1984 : L'Été noir, Albin Michel.
- 1988 : La Une dans le caniveau, Les Humanoides Associés, textes de Richard D. Nolane sur une idée de Jean-Claude Claeys.

#### SérieLüger & Paix
Textes de Richard D. Nolane et Jean-Claude Claeys :
1. Lüger & Paix, Les Humanoïdes Associés, 1987. Prépublication in Métal Hurlant, nos 127 à 132, 1987 ;
2. Lame damnée, Les Humanoïdes Associés, 1989.

- Lame fatale, Soleil Productions, 1995. Reprise des deux titres précédents.

#### Collectif
- 1981 : Paris sera toujours Paris (?), Dargaud. Prépublication dans Pilote no 78, 1980.

#### Bande dessinée parue dans la presse
- « Sweet rococo », Mormoil, no 2, 1974, avec Lucques.
- « Sweet rococo », Emmanuelle, no 5, 1975.
- « Whisky's dreams », Mormoil, no 6, 1976.
- « East side story », (À suivre), nos 6 à 8, 1978.
- « Bleu champagne », Virus, nos 1 à 5, 1980-1981.
- « L'Exterminateur », in BD Polar, noces de sang, (À Suivre), hors-série, 1981.
- « BD d’été no 15 », Libération, no 71, 1981.

### Illustrations

#### Portfolio
- 1982 : Paris-Fripon, Éd. Jacky Goupil.
- 1988 : Paris-Fripon, Art Moderne.

#### Ouvrage illustré
- L’Agenda du polar 1998, Stylus, 1997.
- Shangaï Express, no 2, 2006.

#### Couverture illustrée pour des collections littéraires
- « Le Miroir Obscur », NéO : 154 couvertures de 1979 à 1989.
- Éd. Sinfonia : six titres de 1986 à 1987.
- « Spéciale Police », Albin Michel : trois titres.
- « Alfred Hitchcock démasque », Club des masques : 22 titres, de 1992 à 1995.
- "L'Accroc" Carol Higgings Clarck, Albin Michel, 1995
- Le Livre de poche Thriller : 35 titres de 1994 à 1998.
- « James Hadley Chase », Gallimard : 51 titres de 1995 à 1998.
- « Best-Sellers », Éditions Robert Laffont : trois titres.
- « Hitchcock présente », Omnibus : quatre titres.
- Pocket : seize romans de Sue Grafton et Christopher Carter.
- Pocket jeunesse : cinq titres.
- « La Petite Vermillon », La Table ronde : onze titres de Frédéric H. Fajardie, depuis 1993.
- « NéO », Le Cherche Midi : cinq titres, depuis 2004.

#### Revue
- Hitchcock magazine, 36 jaquettes de 1988 à 1992.
- La revue 813, trois jaquettes, depuis 2002.

#### Catalogue
- Claeys, Médiathèque la Durance de Cavaillon, 1998.